# Body Heat (álbum de Blue System)
Body Heat (en español: Calor corporal) es el segundo disco de la carrera de Blue System. Es editado en 1988 bajo el sello BMG Ariola y producido por Dieter Bohlen. El álbum contiene nueve nuevos temas y una versión remezclada de la canción "Sorry, Little Sarah".

## Créditos
- Música: Dieter Bohlen
- Letra: Dieter Bohlen
- Arreglos: Dieter Bohlen
- Producción: Dieter Bohlen
- Coproducción: Luis Rodriguez
- Distribución: BMG Records
- Diseño: Ariola Studios
- Dirección de Arte: M. Vormstein
- Foto Frontal: Thomas Höpker y Anne Hamann
- Foto Trasera: Esser & Strauss

## Lista de canciones
Todas las canciones escritas y compuestas por Dieter Bohlen. 
| N.º | Título                                    | Duración |  |
| 1.  | «Under My Skin»                           | 3:31     |  |
| 2.  | «Do You Wanna Be My Girlfriend»           | 3:55     |  |
| 3.  | «Titanic 650604»                          | 3:23     |  |
| 4.  | «Love Suite»                              | 3:17     |  |
| 5.  | «Body Heat»                               | 3:04     |  |
| 6.  | «My Bed Is Too Big»                       | 3:13     |  |
| 7.  | «Too Young»                               | 3:39     |  |
| 8.  | «Sorry Little Sarah (New York Dance Mix)» | 5:56     |  |
| 9.  | «Silent Water»                            | 3:34     |  |
| 10. | «I Want To Be Your Brother»               | 3:12     |  |

## Posicionamiento
| Listas (1988) | Máxima Posición |
| ------------- | --------------- |
| Alemania      | 20              |
| Austria       | 23              |

- Datos: Q2707679